# Mã quốc gia: N
- A
- B
- C
- D–E
- F
- G
- H–I
- J–K
- L
- M
- N
- O–Q
- R
- S
- T
- U–Z

## Namibia
| ISO 3166-1 numeric 516        | ISO 3166-1 alpha-3 NAM | ISO 3166-1 alpha-2 NA              | Tiền tố mã sân bay ICAO FY       |
| Mã E.164 +264                 | Mã quốc gia IOC NAM    | Tên miền quốc gia cấp cao nhất .na | Tiền tố đăng ký sân bay ICAO V5- |
| Mã quốc gia di động E.212 649 | Mã ba ký tự NATO NAM   | Mã hai ký tự NATO (lỗi thời) WA    | Mã MARC LOC SX                   |
| ID hàng hải ITU 659           | Mã ký tự ITU NMB       | Mã quốc gia FIPS WA                | Mã biển giấy phép NAM            |
| Tiền tố GTIN GS1 —            | Mã quốc gia UNDP NAM   | Mã quốc gia WMO NM                 | Tiền tố callsign ITU V5A-V5Z     |

## Nauru
| ISO 3166-1 numeric 520        | ISO 3166-1 alpha-3 NRU | ISO 3166-1 alpha-2 NR              | Tiền tố mã sân bay ICAO AN       |
| Mã E.164 +674                 | Mã quốc gia IOC NRU    | Tên miền quốc gia cấp cao nhất .nr | Tiền tố đăng ký sân bay ICAO C2- |
| Mã quốc gia di động E.212 536 | Mã ba ký tự NATO NRU   | Mã hai ký tự NATO (lỗi thời) NR    | Mã MARC LOC NU                   |
| ID hàng hải ITU 544           | Mã ký tự ITU NRU       | Mã quốc gia FIPS NR                | Mã biển giấy phép NAU            |
| Tiền tố GTIN GS1 —            | Mã quốc gia UNDP NAU   | Mã quốc gia WMO NW                 | Tiền tố callsign ITU C2A-C2Z     |

## Nepal
| ISO 3166-1 numeric 524        | ISO 3166-1 alpha-3 NPL | ISO 3166-1 alpha-2 NP              | Tiền tố mã sân bay ICAO VN       |
| Mã E.164 +977                 | Mã quốc gia IOC NEP    | Tên miền quốc gia cấp cao nhất .np | Tiền tố đăng ký sân bay ICAO 9N- |
| Mã quốc gia di động E.212 429 | Mã ba ký tự NATO NPL   | Mã hai ký tự NATO (lỗi thời) NP    | Mã MARC LOC NP                   |
| ID hàng hải ITU 459           | Mã ký tự ITU NPL       | Mã quốc gia FIPS NP                | Mã biển giấy phép NEP            |
| Tiền tố GTIN GS1 —            | Mã quốc gia UNDP NEP   | Mã quốc gia WMO NP                 | Tiền tố callsign ITU 9NA-9NZ     |

## Hà Lan
| ISO 3166-1 numeric 528        | ISO 3166-1 alpha-3 NLD | ISO 3166-1 alpha-2 NL              | Tiền tố mã sân bay ICAO EH       |
| Mã E.164 +31                  | Mã quốc gia IOC NED    | Tên miền quốc gia cấp cao nhất .nl | Tiền tố đăng ký sân bay ICAO PH- |
| Mã quốc gia di động E.212 204 | Mã ba ký tự NATO NLD   | Mã hai ký tự NATO (lỗi thời) NL    | Mã MARC LOC NE                   |
| ID hàng hải ITU 244, 245, 246 | Mã ký tự ITU HOL       | Mã quốc gia FIPS NL                | Mã biển giấy phép NL             |
| Tiền tố GTIN GS1 870-879      | Mã quốc gia UNDP NET   | Mã quốc gia WMO NL                 | Tiền tố callsign ITU PAA-PIZ     |

## Nouvelle-Calédonie
| ISO 3166-1 numeric 540        | ISO 3166-1 alpha-3 NCL | ISO 3166-1 alpha-2 NC              | Tiền tố mã sân bay ICAO NW      |
| Mã E.164 +687                 | Mã quốc gia IOC —      | Tên miền quốc gia cấp cao nhất .nc | Tiền tố đăng ký sân bay ICAO F- |
| Mã quốc gia di động E.212 546 | Mã ba ký tự NATO NCL   | Mã hai ký tự NATO (lỗi thời) NC    | Mã MARC LOC NL                  |
| ID hàng hải ITU 540           | Mã ký tự ITU NCL       | Mã quốc gia FIPS NC                | Mã biển giấy phép F             |
| Tiền tố GTIN GS1 —            | Mã quốc gia UNDP NCA   | Mã quốc gia WMO NC                 | Tiền tố callsign ITU —          |

## New Zealand
| ISO 3166-1 numeric 554        | ISO 3166-1 alpha-3 NZL | ISO 3166-1 alpha-2 NZ              | Tiền tố mã sân bay ICAO NZ, PL             |
| Mã E.164 +64                  | Mã quốc gia IOC NZL    | Tên miền quốc gia cấp cao nhất .nz | Tiền tố đăng ký sân bay ICAO ZK-, ZL-, ZM- |
| Mã quốc gia di động E.212 530 | Mã ba ký tự NATO NZL   | Mã hai ký tự NATO (lỗi thời) NZ    | Mã MARC LOC NZ                             |
| ID hàng hải ITU 512           | Mã ký tự ITU NZL       | Mã quốc gia FIPS NZ                | Mã biển giấy phép NZ                       |
| Tiền tố GTIN GS1 940-949      | Mã quốc gia UNDP NZE   | Mã quốc gia WMO NZ                 | Tiền tố callsign ITU ZKA-ZMZ               |

## Nicaragua
| ISO 3166-1 numeric 558        | ISO 3166-1 alpha-3 NIC | ISO 3166-1 alpha-2 NI              | Tiền tố mã sân bay ICAO MN                   |
| Mã E.164 +505                 | Mã quốc gia IOC NCA    | Tên miền quốc gia cấp cao nhất .ni | Tiền tố đăng ký sân bay ICAO YN-             |
| Mã quốc gia di động E.212 710 | Mã ba ký tự NATO NIC   | Mã hai ký tự NATO (lỗi thời) NU    | Mã MARC LOC NQ                               |
| ID hàng hải ITU 350           | Mã ký tự ITU NCG       | Mã quốc gia FIPS NU                | Mã biển giấy phép NIC                        |
| Tiền tố GTIN GS1 743          | Mã quốc gia UNDP NIC   | Mã quốc gia WMO NK                 | Tiền tố callsign ITU H6A-H7Z,HTA-HTZ,YNA-YNZ |

## Niger
| ISO 3166-1 numeric 562        | ISO 3166-1 alpha-3 NER | ISO 3166-1 alpha-2 NE              | Tiền tố mã sân bay ICAO DR       |
| Mã E.164 +227                 | Mã quốc gia IOC NIG    | Tên miền quốc gia cấp cao nhất .ne | Tiền tố đăng ký sân bay ICAO 5U- |
| Mã quốc gia di động E.212 614 | Mã ba ký tự NATO NER   | Mã hai ký tự NATO (lỗi thời) NG    | Mã MARC LOC NG                   |
| ID hàng hải ITU 656           | Mã ký tự ITU NGR       | Mã quốc gia FIPS NG                | Mã biển giấy phép RN             |
| Tiền tố GTIN GS1 —            | Mã quốc gia UNDP NER   | Mã quốc gia WMO NR                 | Tiền tố callsign ITU 5UA-5UZ     |

## Nigeria
| ISO 3166-1 numeric 566        | ISO 3166-1 alpha-3 NGA | ISO 3166-1 alpha-2 NG              | Tiền tố mã sân bay ICAO DN       |
| Mã E.164 +234                 | Mã quốc gia IOC NGR    | Tên miền quốc gia cấp cao nhất .ng | Tiền tố đăng ký sân bay ICAO 5N- |
| Mã quốc gia di động E.212 234 | Mã ba ký tự NATO NGA   | Mã hai ký tự NATO (lỗi thời) NI    | Mã MARC LOC NR                   |
| ID hàng hải ITU 657           | Mã ký tự ITU NIG       | Mã quốc gia FIPS NI                | Mã biển giấy phép WAN            |
| Tiền tố GTIN GS1 —            | Mã quốc gia UNDP NIR   | Mã quốc gia WMO NI                 | Tiền tố callsign ITU 5NA-5OZ     |

## Niue
| ISO 3166-1 numeric 570        | ISO 3166-1 alpha-3 NIU | ISO 3166-1 alpha-2 NU              | Tiền tố mã sân bay ICAO NI     |
| Mã E.164 +683                 | Mã quốc gia IOC —      | Tên miền quốc gia cấp cao nhất .nu | Tiền tố đăng ký sân bay ICAO — |
| Mã quốc gia di động E.212 555 | Mã ba ký tự NATO NIU   | Mã hai ký tự NATO (lỗi thời) NE    | Mã MARC LOC XH                 |
| ID hàng hải ITU 542           | Mã ký tự ITU NIU       | Mã quốc gia FIPS NE                | Mã biển giấy phép —            |
| Tiền tố GTIN GS1 —            | Mã quốc gia UNDP NIU   | Mã quốc gia WMO N1                 | Tiền tố callsign ITU —         |

## Đảo Norfolk
| ISO 3166-1 numeric 574        | ISO 3166-1 alpha-3 NFK | ISO 3166-1 alpha-2 NF              | Tiền tố mã sân bay ICAO —        |
| Mã E.164 +672                 | Mã quốc gia IOC —      | Tên miền quốc gia cấp cao nhất .nf | Tiền tố đăng ký sân bay ICAO VH- |
| Mã quốc gia di động E.212 505 | Mã ba ký tự NATO NFK   | Mã hai ký tự NATO (lỗi thời) NF    | Mã MARC LOC NX                   |
| ID hàng hải ITU —             | Mã ký tự ITU NFK       | Mã quốc gia FIPS NF                | Mã biển giấy phép —              |
| Tiền tố GTIN GS1 —            | Mã quốc gia UNDP —     | Mã quốc gia WMO —                  | Tiền tố callsign ITU —           |

## Quần đảo Bắc Mariana
| ISO 3166-1 numeric 580        | ISO 3166-1 alpha-3 MNP | ISO 3166-1 alpha-2 MP              | Tiền tố mã sân bay ICAO PG     |
| Mã E.164 +1 670               | Mã quốc gia IOC —      | Tên miền quốc gia cấp cao nhất .mp | Tiền tố đăng ký sân bay ICAO — |
| Mã quốc gia di động E.212 534 | Mã ba ký tự NATO MNP   | Mã hai ký tự NATO (lỗi thời) CQ    | Mã MARC LOC NW                 |
| ID hàng hải ITU 536           | Mã ký tự ITU MRA       | Mã quốc gia FIPS CQ                | Mã biển giấy phép —            |
| Tiền tố GTIN GS1 —            | Mã quốc gia UNDP —     | Mã quốc gia WMO MY                 | Tiền tố callsign ITU —         |

## Na Uy
| ISO 3166-1 numeric 578        | ISO 3166-1 alpha-3 NOR | ISO 3166-1 alpha-2 NO              | Tiền tố mã sân bay ICAO EN                   |
| Mã E.164 +47                  | Mã quốc gia IOC NOR    | Tên miền quốc gia cấp cao nhất .no | Tiền tố đăng ký sân bay ICAO LN-             |
| Mã quốc gia di động E.212 242 | Mã ba ký tự NATO NOR   | Mã hai ký tự NATO (lỗi thời) NO    | Mã MARC LOC NO                               |
| ID hàng hải ITU 257, 258, 259 | Mã ký tự ITU NOR       | Mã quốc gia FIPS NO                | Mã biển giấy phép N                          |
| Tiền tố GTIN GS1 700-709      | Mã quốc gia UNDP NOR   | Mã quốc gia WMO NO                 | Tiền tố callsign ITU 3YA-3YZ,JWA-JXZ,LAA-LNZ |